# Porte de l'Inde (Bombay)
À ne pas confondre avec la Porte de l'Inde (New Delhi)
La Porte de l'Inde (anglais : Gateway of India, marathi : भारताचे प्रवेशद्वार, bhāratācē pravēśadvār) est un monument situé sur le front de mer de Bombay (Mumbai) en Inde. 
Érigée dans la partie sud de la ville, la Porte est une arche monumentale construite en basalte jaune dans le style Gujarati du XVIe siècle. Elle est construite entre 1915 et 1924 pour commémorer la visite de la ville par le roi George V et la reine Marie en 1911. 
Après l'indépendance de l'Inde, les derniers militaires britanniques à quitter le pays passèrent sous la Porte. Le site est une destination touristique très populaire.
Le parking près du monument a été le site d'une attaque terroriste par bombe le 25 août 2003 qui fit plusieurs victimes.

### Liens externes

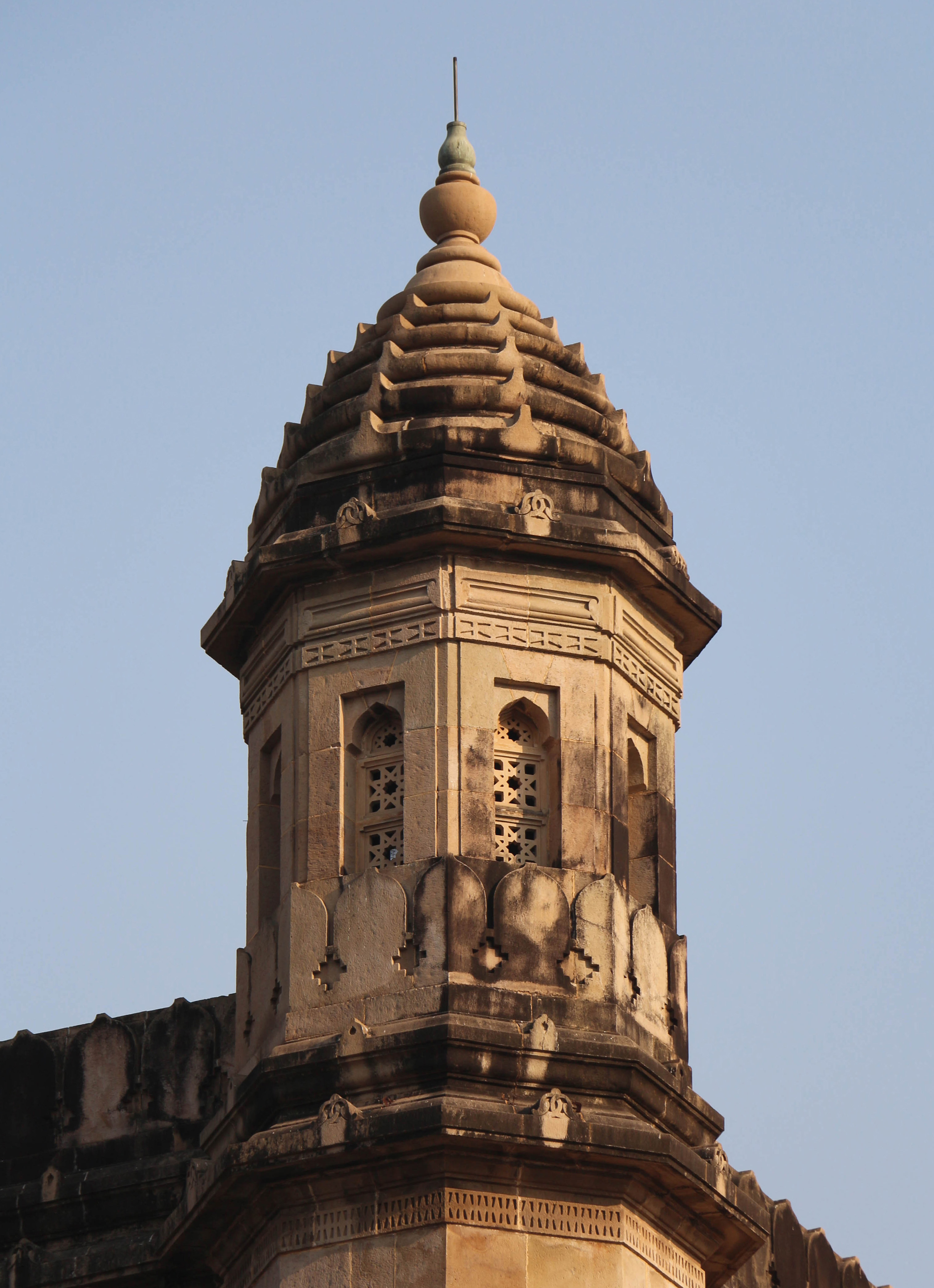
Détail d'une des tourelles.